# Servus, Schwiegermutter!
Servus, Schwiegermutter! ist ein deutscher Fernsehfilm aus dem Jahr 2021 der im Auftrag der ARD-Degeto von der Yalla Productions GmbH für Das Erste produziert wurde. Der Film ist die Fortsetzung der Filmkomödie Servus, Schwiegersohn! aus dem Jahr 2019 – Regie führte dieses Mal Sinan Akkuş, das Drehbuch hingegen schrieben wieder Mike Viebrock und Enno Reese. Die Hauptfigur Toni Freitag wird erneut von Adnan Maral verkörpert, der in diesem zweiten Film auf Farah, die Schwiegermutter seiner Tochter Franzi, trifft.  Der Film wurde am 29. Oktober 2021 im Rahmen der Reihe Endlich Freitag im Ersten erstmals im TV ausgestrahlt.

## Handlung
Für Toni Freitag, Vorzeigebayer mit türkischen Wurzeln und eigenem Installateurbetrieb, läuft es gut im beschaulichen Ort Bergham – er soll Bürgermeister werden und sein Schwiegersohn Osman die Firma übernehmen. Ausgerechnet in dieser Situation schleppt seine Tochter Franzi ihre Schwiegermutter Farah an und die heile Welt des amtierenden Schützenkönigs beginnt zu wanken. Darüber hinaus bringt die schlagfertige Geschäftsfrau aus Berlin auch noch Tonis Frau Anne gegen ihn auf. Nicht nur, dass diese plötzlich ihre familiären Verpflichtungen vernachlässigt, stellt sie sich nun auch noch in einer Kampfkandidatur um das Bürgermeisteramt gegen Toni. Nicht nur Toni ist verärgert, sondern auch der Alt-Bürgermeister, samt Tonis Schützenbrüdern. Wie erwartet mischt Schwiegermutter Farah auch hier wieder mächtig mit und wiegelt Anne so richtig auf. Sie soll ein öffentliches Rededuell fordern, was man im Dorf regelrecht als Kampfansage ansieht. Dennoch hat Anne im Vorfeld viele Fürsprecher, vor allem die Frauen. Deshalb versucht Toni seine Gegenkandidatin zu bespitzeln, um sie dann diskreditieren zu können.
Bei allem Ärger hat sich Tonis Schwiegersohn Osman dazu entschlossen wieder zurück nach Berlin zu gehen. Ein Installateurbetrieb, hier in der Provinz, ist einfach nichts für ihn. Zu seiner Unterstützung verbündet er sich mit seinem Vater, der Farah wieder zurückholen soll und er sich dann gleich dabei mit anschließen will. Doch da das Rededuell für Anne gar nicht gut ausgeht, beschließt Farah vorerst noch in Bergham zu bleiben, um Anne weiterhin unterstützen zu können. Diese findet inzwischen heraus, dass Toni mit recht unfairen Methoden gegen ihre Kandidatur gearbeitet hat, packt ihre Sachen und verlässt ihren Mann. Es scheint alles wieder einmal in einer Katastrophe zu enden – Toni muss über seinen Schatten springen. Um Anne zur Rückkehr zu bewegen, bittet er sie auf der nächsten Wahlveranstaltung um Verzeihung und überlässt ihr in der Überzeugung, dass sie die bessere Bürgermeisterin sein wird, die alleinige Kandidatur.
Nach der Abreise seiner Eltern erkennt Osman, dass Berlin auch keine Option für ihn ist, denn von seiner Familie möchte er nicht weg.

## Produktion
Die Dreharbeiten zu Servus, Schwiegermutter! fanden im Zeitraum vom 25. August bis zum 24. September 2020 an Drehorten in München und Umgebung statt.
Wie schon beim vorherigen Film Servus, Schwiegersohn! war Adnan Maral erneut zugleich Initiator, Produzent und Hauptdarsteller des Films.
Für den Ton zeichnete Udo Steinhauser verantwortlich, für das Szenenbild Fabienne Niedlich, für das Kostümbild Maria Dimler und für die Maske Alexia Apostolidou sowie Stefan Niehues. Die Kamera führte Jochen Stäblein – als verantwortliche Redakteure zeichneten Stefan Kruppa und Christoph Pellander für die Degeto Film.

## Rezeption

### Kritik
„Kurzweiliger Geschlechterkampf in heimeliger Atmo“, meinten die Kritiker der Fernsehzeitschrift TV Spielfilm über den Film und bewerteten den Film mit dem Daumen nach oben.
In seiner Filmkritik auf tittelbach.tv vergab Tilmann P. Gangloff 4 von 6 möglichen Sternen für den Film. Er konstatierte Hauptdarsteller Maral „erneut große Freude an der Figur des perfekt integrierten bayerischen Türken“ und sieht in Şiir Eloğlu für ihn eine „ausgezeichnete Kontrahentin“ in der Rolle als „türkische Alice Schwarzer“. Ob kurzweiliger und witziger Inszenierung wertet der Kritiker den Film aber auch als „etwas bieder und mit viel Gemütlichkeit inszeniert“ und hebt hervor, dass im ersten Film „die diversen Klischees noch etwas genüsslicher gegen den Strich gebürstet“ wurden.
Weniger positiv bewertete Oliver Armknecht vom Portal film-rezensionen.de den Film. Servus, Schwiegermutter! sei „lediglich eine biedere Komödie mit oberflächlichen Figuren. Typische Freitagabendunterhaltung im öffentlich-rechtlichen Fernsehen, die einen mit schönen Bildern sanft einlullt. Das reicht für ein Millionenpublikum.“

### Einschaltquoten
Die Erstausstrahlung von Servus, Schwiegermutter! wurde in Deutschland am 29. Oktober 2021 von 4,08 Millionen Zuschauern gesehen und erreichte damit einen Marktanteil von 15,2 % für Das Erste.